# Emlenton (Pennsilvània)
Emlenton és una població dels Estats Units a l'estat de Pennsilvània. Segons el cens del 2000 tenia 784 habitants.

## Demografia
Segons el cens del 2000, Emlenton tenia 784 habitants, 322 habitatges, i 200 famílies. La densitat de població era de 364,7 habitants per quilòmetre quadrat.
Dels 322 habitatges en un 29,2% hi vivien nens de menys de 18 anys, en un 45,3% hi vivien parelles casades, en un 12,7% dones solteres, i en un 37,6% no eren unitats familiars. En el 35,4% dels habitatges hi vivien persones soles el 17,7% de les quals corresponia a persones de 65 anys o més que vivien soles. El nombre mitjà de persones vivint en cada habitatge era de 2,3 i el nombre mitjà de persones que vivien en cada família era de 2,94.
Per edats la població es repartia de la següent manera: un 23,5% tenia menys de 18 anys, un 7% entre 18 i 24, un 23,3% entre 25 i 44, un 22,7% de 45 a 60 i un 23,5% 65 anys o més.
L'edat mediana era de 42 anys. Per cada 100 dones de 18 o més anys hi havia 77,5 homes.
La renda mediana per habitatge era de 30.227 $ i la renda mediana per família de 40.893 $. Els homes tenien una renda mediana de 33.125 $ mentre que les dones 21.875 $. La renda per capita de la població era de 16.952 $. Entorn del 10,7% de les famílies i el 15,1% de la població estaven per davall del llindar de pobresa.

## Poblacions més properes
El següent diagrama mostra les poblacions més properes.